# PLATO (宇宙望遠鏡)
PLATO（PLAnetary Transits and Oscillations of stars：プラトー）は欧州宇宙機関(ESA)によって計画されている、居住可能性を持つ地球サイズの太陽系外惑星を探索する宇宙望遠鏡である。2026年の打ち上げを目指して準備が進められている。

## 概要
ハビタブルゾーン内の地球型惑星検出を主目的としたPLATOはフランスの天体物理学者クロード・カタラ（現パリ天文台長）のチームによって構想され、ESAの宇宙探査計画「Cosmic Vision 2015-2025」の公募に応じて2007年に提案された。2010年に詳細定義段階に進んだPLATOは、2014年2月19日に「マルコポーロR」（小惑星サンプルリターン計画）や「EChO」（系外惑星の大気を分光観測）など他の4候補を押さえてCosmic Vision中規模プロジェクトの3番目のミッション枠(M3)に選ばれた。
宇宙機の調達はESAの管理のもとで進められ、2018年10月にドイツのOHBシステム社をPLATOの製造を担当する主契約者として2億8800万ユーロの契約を締結した。
これにタレス・アレーニア・スペース社（フランス）およびRUAG Space社（スイス）を加えた3社を中核として開発・製造が進められる。搭載される観測機器の開発とPLATOの観測運用は、ヨーロッパ23ヵ国の科学者が参加しESAが資金を提供するPLATOコンソーシアムによって行われる。

## 搭載機器
PLATOの片側を覆うサンシールドは観測機器を熱的に保護しカメラへの迷光入射を防ぐと同時に、その表面に配された太陽電池パネルによって2145Wの電力をサービスモジュールとペイロードに供給する。
搭載する口径12cmの屈折光学系を持つカメラ26台は30度の傾斜をつけた光学ベンチ上に配置される。うち24台は観測の中心となる撮影間隔25秒の通常カメラで、他の2台はPLATOの姿勢制御に利用する撮影間隔2.5秒の高速カメラである。
24台の通常カメラは同一視野の6台をセットとする4グループから構成される。各グループは視野が一部重なるように中心軸から9.2度の角度差をつけて据え付けられており、これによって2,232平方度の広い合成視野が得られる。個々の通常カメラも1,037平方度の広い視野を持ち、PLATOの合成視野の中央では多くのカメラの視野がオーバーラップすることによって信号/雑音比が改善され、より高品質の観測データ取得が見込まれる。各カメラは20メガピクセル(4510×4510)のCCDを4枚搭載し、26台のカメラを合わせた画素数の総計は2ギガピクセルを超える。1日あたりに取得されるデータ量は435Gバイトに達するとみられる。

## 観測運用
PLATOは2026年に打ち上げられ、地球から見て太陽の反対側150万kmの距離にあるラグランジュ点L2を巡る軌道上で観測を行う計画となっている。その管制はドイツの欧州宇宙運用センター（ESOC）が担当し、取得された観測データはスペインの欧州宇宙天文学センター(ESAC)で分析が行われ、各研究機関に提供される。
地上の望遠鏡との連携観測が可能となるよう11等級より明るい恒星をターゲットに選び、数か月から数年の長期に渡って観測を行う。検出した惑星半径を3％の精度で決定し、それを地上からのドップラー分光法観測で求めた惑星質量と組み合わせることで惑星の密度を割り出すことができるため、惑星の半径・密度・軌道の分布の実態を明らかにし、惑星形成モデルを絞り込む研究が進められる。これは換言すれば地球に似た惑星が他の恒星系においてどの程度の頻度で存在するのかという知見の獲得につながる。また長期間のポインティングによって視野内の恒星についても星震学上のデータを収集し、その質量・半径・年齢を分析する。